# Çandarlı Ali Paša
Çandarlı Ali Paša byl osmanský státník a v letech 1387–1406 velkovezír Osmanské říše.
Jako člen prominentní rodiny Çandarlı byl dne 22. ledna 1387 po smrti svého otce velkovezíra Çandarlı Kara Halila Hayreddina Pašy jmenován velkovezírem. Jeho bratr byl budoucí velkovezír Çandarlı Ibrahim Paša Starší. Byl velitelem vojsk, která roku 1388 dobyla většinu Bulharska a Dobrudže.
Zemřel 18. prosince 1406 v İzniku.